# Franco Vanzo
Franco Vanzo (Bassano del Grappa, 11 novembre 1961) è un ex hockeista su pista e allenatore di hockey su pista italiano.

## Palmarès

### Allenatore

#### Titoli nazionali
- Campionato italiano: 3

Bassano 54: 2008-2009
Valdagno: 2011-2012, 2012-2013
- Coppa Italia: 2

Valdagno: 2012-2013, 2013-2014
- Supercoppa italiana: 3

Bassano 54: 2009
Valdagno: 2011, 2012